# Wasserfalldiagramm

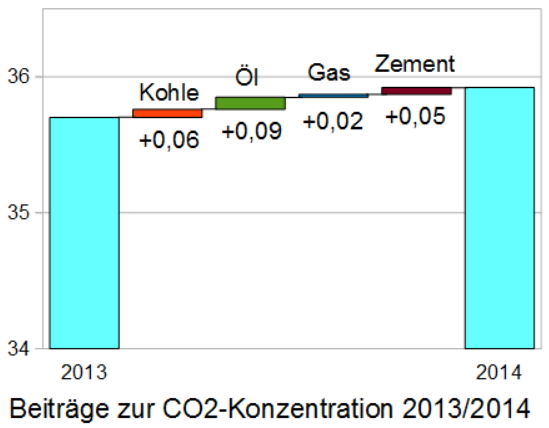
Beispiel für ein Wasserfalldiagramm

Wasserfalldiagramme sind spezielle Typen von Säulendiagrammen. Ein typisches Wasserfalldiagramm zeigt, wie ein Anfangswert durch eine Serie von weiteren Werten erhöht und/oder verringert wird, und so zu einem Endwert führt. In einem solchen Diagramm wird z. B. ein als Säule dargestellter Kostenblock in seine Einzelkosten aufgeteilt, in dem die einzelnen Kostensäulen wasserfallartig nach rechts oder links abgetragen werden oder man bezeichnet die Kurven oder Säulen, die sich aus Einzelwerten zusammensetzen, als Wasserfalldiagramm.

## Erstellung

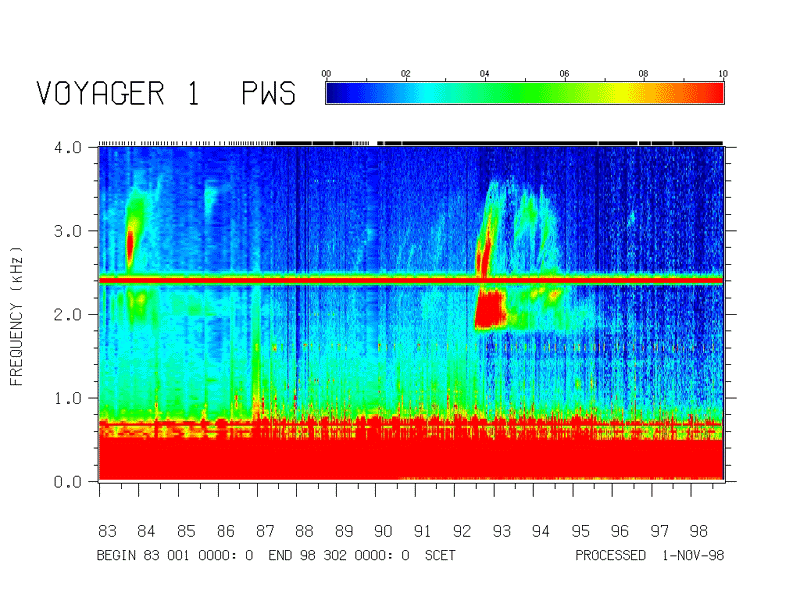
Horizontales Wasserfalldiagramm in der Nachrichtentechnik. Die Leistungsdichte ist in verschiedenen Farben kodiert.

Das Tabellenkalkulationsprogramm Microsoft Excel bietet ab Version 2016 eine Möglichkeit, Wasserfall-Diagramme direkt zu erzeugen.
Das Tabellenkalkulationsprogramm OpenOffice.org-Calc bietet keine Wasserfalldiagramme als eigenen Diagrammtyp an. Sie lassen sich aber durch geschickte Aufteilung der zugehörigen Wertetabelle und unsichtbare Säulen erzeugen.
Noch einfacher ist es, mit dem Diagrammtyp „Kursdiagramm“ ein Wasserfalldiagramm zu erstellen. Hierbei wird die Datentabelle für das Diagramm so aufgebaut, dass der Endkurs des vorhergehenden Balkens der Anfangskurs des folgenden Balkens ist. Höchst- und Niedrigstpreis werden nicht ausgefüllt. Vorteil ist, dass nicht mit verdeckten Balken gearbeitet werden muss, ein Wechsel von positiven und negativen Werten auch über die 0-Linie unproblematisch ist und die bedingte Formatierung von werterhöhenden und werterniedrigenden Einflüssen schon vorformatiert ist.
Das Tabellenkalkulationsprogramm Gnumeric bietet verschiedene Möglichkeiten für Wasserfalldiagramme:
- Wasserfalldiagramm mittels DropBar Diagramm
- Horizontales Wasserfalldiagramm farbcodiert mittels Matrixdiagramm
- Gesamtsummen mittels gestapelter Spalten, Balken, Linien, Bereich[2] und Radar -Diagramme
- 3D mittels Oberflächendiagramm[3]

## Anwendungen

### Nachrichtentechnik

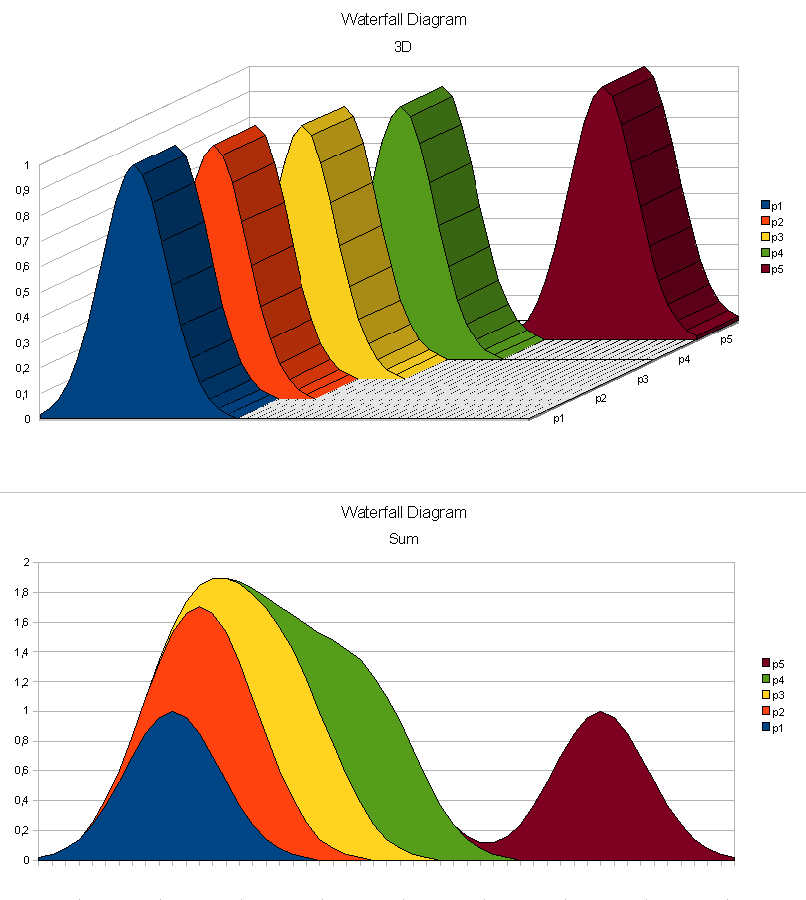
Wasserfalldiagramme

In der Nachrichtentechnik kann das Diagramm die perspektivische Darstellung von Kurzzeitleistungsspektren eines Signals, aus dem sich die zeitliche Änderung der spektralen Zusammensetzung anschaulich erkennen lässt, übernehmen. Dabei werden die Kurven einer Messung versetzt hintereinander angeordnet oder in Form eines Rasterdiagramms farblich kodiert.
Es können auch statistische Verteilungen von Messwerten über die Zeit beobachtet werden, um zeitliche Änderungen anschaulich darzustellen.
Das Bild rechts zeigt ein Beispiel. Darunter sind die gleichen Werte als 2D-Summen dargestellt. Die Verteilung der Werte ist nicht mehr auf Anhieb erkennbar. Dafür lässt sich unmittelbar die Gesamtsumme ablesen. Das untere Diagramm verdeutlicht beispielsweise, dass der Wert von 1,9 zu keinem Zeitpunkt überschritten wird.

### Unternehmensberatung
Ein weiteres Beispiel eines Wasserfalldiagramms ist die EBITDA-Bridge.